# Нювь-Ю
Нивью или Нивъю (устар. Нювь-Ю) — река в России, протекает по территории Пинежского района Архангельской области и Удорского района Республики Коми. Устье реки находится в 65 км по левому берегу реки Пучкомы. Длина реки — 13 км.

## Данные водного реестра
По данным государственного водного реестра России относится к Двинско-Печорскому бассейновому округу, водохозяйственный участок реки — Мезень от истока до водомерного поста у деревни Малонисогорская. Речной бассейн реки — Мезень.